# قيمة صواب
تعرف قيمة الصواب أو قيمة الحقيقة في المنطق الرياضي بأنها القيمة التي تشير إلى أن العلاقة المفترضة هي علاقة صحيحة. تعتبر القيمة الحقيقية في المنطق التقليدي [الإنجليزية] قيمة صحيحة وخاطئة في حالتين مختلفتين ومنفصلتين من الحالات الوجود-رياضياتية، أما المنطق الاستدلالي فيفتقر لمفهوم قيمة الحقيقة لأنه يعتمد على الاستدلال أو البرهنة باستخدام الفينونيات الأولية للمنطقانية[مبهم].
يستخدم هذا المفهوم بشكل أوسع في مجال تطبيقات الجبر البولياني و اشتقاقاته في الدارات المنطقية وتطبيقات الحوسبة .